# Deipnon
Das Deipnon (δεῖπνον) war bei den alten Griechen die Hauptmahlzeit zwischen Frühstück (ἄριστον, Ariston) und Abendessen (δόρπον, Dorpon), und wurde gegen Sonnenuntergang gehalten. Die Mahlzeit bestand meist aus Fleisch oder Fisch.